# Erling Lindboe
Erling Lindboe, född 18 september 1910 i Trondheim och död 24 december 1973 i Trondheim, var en norsk hastighetsåkare på skridskor. Han deltog i Lake Placid 1932 på 500 meter och på 5 000 meter men kvalificerade sig inte till final.